# James Moore (pentatleta)
James Warren Moore (Erie, 20 febbraio 1935) è un ex pentatleta statunitense.

## Palmarès
In carriera ha conseguito i seguenti risultati:
- Giochi olimpici:

Tokyo 1964: argento nel pentathlon moderno a squadre.
- Mondiali:

Magglingen 1963: bronzo nel pentathlon moderno a squadre.